# Podocarpus brasiliensis
Pinheiro-do-brejo  (Podocarpus brasiliensis) é uma espécie de conífera da família Podocarpaceae.
Pode ser encontrada nos seguintes países: Brasil e Venezuela.